# Guillem II d'Aquitània
Guillem II d'Aquitània dit «el jove» (? - 926), fou Duc d'Aquitània, comte d'Alvèrnia, de Berry, de Lió, i de Mâcon, del 918 a la seva mort el 12 de desembre del 926. Era fill d'Acfred I de Carcassona i Rasès i d'Adelinda d'Alvèrnia germana de Guillem el Pietós (per tant el seu oncle) al que va succeir en els seus títols especialment el de comte d'Alvèrnia (el nucli del seu poder) i el prestigiós de duc d'Aquitània. Només un any després va perdre el comtat de Bourges ocupat pels reis robertins.
Va fer aliança amb Ramon III de Tolosa al que va cedir el nominal títol de marquès de Gòtia. Després de la deposició de Carles III de França (Carles el Simple) el 923 en favor de Robert I de França i després de Raül I de França, Guillem i Ramon van prendre partit pel deposat carolingi. Raül va fer una expedició fins al Loira a l'inici del 924 que va acabar amb un pacte (conveni d'Encize) avantatjós per Guillem que va recuperar el comtat de Bourges a canvi d'una promesa de fidelitat.
El 926, aprofitant la lluita de Raül I contra els normands i els hongaresos, Guillem es va revoltar i va reclamar el retorn de Carles el Simple. Raül va aixecar un exèrcit franc i borgonyó i acompanyat pel seu fidel Herbert II de Vermandois va marxar contra Nevers que estava defensada per Acfred, germà de Guillem; es va limitar a rebre alguns ostatges i va avançar contra Guillem, però no va tenir èxit. No obstant Guillem però va morir a finals del 926, el 12 de desembre; el seu germà Acfred I d'Aquitània el va succeir en tots els seus títols però va morir l'octubre del 927.

## Família
Era fill primogènit de Acfred I de Carcassona i d'Adelinda d'Alvèrnia. A la mort del seu oncle matern Guillem, duc d'Aquitània l'any 918 el va succeir, ja que aquest havia tingut només dues filles i ell n'era el parent masculí més proper. Donat que va morir sense descendència, va ser succeït pel seu germà Acfred l'any 926.